# Eストアー
株式会社Eストアー（英: Estore Corporation）は、EC事業のシステムからマーケティングまでを総合支援する、東京都港区の企業。
株式会社コマースニジュウイチ、株式会社アーヴァイン・システムズの2社を連結子会社とし、Eストアーグループを形成している。
2025年4月に日本成長投資アライアンス株式会社傘下の株式会社JG27が親会社となった。株式会社JG27は当社を完全子会社とした上で、当社から株式会社コマースニジュウイチの株式を取得し、当社をBASE株式会社へ譲渡する計画である。

## 主な事業
- ECインフラ事業
  - SaaS型中型ECサイト構築システム「shopserve（ショップサーブ）[5]」
  - PaaS型大型カスタマイズECサイト構築システム「ECo2（エコツー）」
  - PaaS型大型フルカスタマイズECサイト構築システム「Sell-Side Solution（セルサイドソリューション）」
- マーケティング事業
  - 集客代行
  - 制作代行
  - フルフィルメント
  - コンサルティング

## 沿革
- 1999年（平成11年）
  - 2月 - 設立
  - 7月 - ショッピングカートサービス「ストアツール」提供開始
  - 9月 - レンタルサーバー「サイトサーブ」提供開始
- 2000年（平成12年）
  - 5月 - 株式会社大阪有線放送社（現 株式会社USEN）と販売提携
  - 6月 - ソニーコミュニケーションネットワーク株式会社（現ソニーネットワークコミュニケーションズ株式会社）、株式会社ジャングルと販売提携
- 2001年（平成13年）
  - 2月 - 株式会社日本レジストリサービスと業務提携
  - 5月 - グローバルメディアオンライン株式会社（現 GMOインターネット株式会社）と販売提携
  - 9月 大阪証券取引所ナスダックジャパン市場（後のJASDAQ）に上場
- 2002年（平成14年）
  - 3月 - メルボルンIT社 （豪国） と業務提携
  - 4月 - レンタルサーバー「サイトサーブ」リニューアル
  - 4月 - ドメイン管理転送サービス「ドメインフォワード」提供開始
- 2003年（平成15年）
  - 4月 - ショッピングカートサービス「ストアツール」リニューアル
  - 6月 - 商号を「株式会社イーストアー」から「株式会社Ｅストアー」に変更
- 2004年（平成16年）
  - 7月 - 株式会社テレウェイブ（現 株式会社アイフラッグ）と業務・資本提携
  - 11月 - 子会社「株式会社パーソナルショップ」設立
  - 11月 - コンテンツ（情報）販売サービス「インフォストア」提供開始
- 2005年（平成17年）
  - 6月 - 「ショッピングサーチ・アラジン」を運営するコマースリンク株式会社と業務提携
  - 7月 - 事業の拡大および業務の一層の効率化を図るため東京都港区に本店移転
  - 11月 - ヤフー株式会社と業務提携
  - 11月 - 「価格.com」を運営する株式会社カカクコムと業務提携
- 2006年（平成18年）
  - 1月 - 独自ドメインウェブショップ総合支援サービス「ショップサーブ[5]」提供開始
  - 9月 - 株式会社ECホールディングス（現 ECH株式会社）と資本・業務提携「ECおまかせ」を提供開始
  - 10月 - フリーペーパー「fido」創刊
  - 11月 - 商品検索サイト「ショッピングフィード」提供開始
  - 11月 - 数が40,000社を突破
- 2007年（平成19年）
  - 5月 - レンタルサーバー「サイトサーブ2」提供開始
  - 6月 - 独自ドメインウェブショップ総合支援サービス「ショップサーブ2｣提供開始
  - 10月 - 大阪営業所開設
  - 12月 - ベトナム・ホーチミン市にシステム開発拠点を開設
- 2008年（平成20年）
  - 8月 - 「ショッピングフィード」の顧客売上が月間1億円を突破
- 2009年（平成21年）
  - 2月 - 携帯サイト「ショッピングフィードモバイル」を提供開始
  - 8月 - 株式会社主婦の友社と業務提携（ef、11月Scawaii!）
  - 11月 - 株式会社スクロールと業務提携「グルメ通販サイト「FOODS!FOODS!FOODS!」」リリース
- 2010年（平成22年）
  - 7月 - 株式会社インテリジェンス（現 パーソルキャリア株式会社）と共同出資会社「株式会社ECパートナーズ」設立
  - 10月 - Google ショッピングとパートナー契約
- 2011年（平成23年）
  - 6月 - 株式会社プレシジョンマーケティングを連結子会社化
  - 9月 - Google株式会社とプレミアムSMEパートナー契約
- 2012年（平成24年）
  - 7月 - 札幌マーケティングファクトリー開設
- 2015年（平成27年）
  - 1月 - サポート事業拡大のため札幌マーケティングファクトリー移転
- 2016年（平成28年）
  - 1月 - 株式会社プレシジョンマーケティング連結解除
  - 8月 - 「ショップサーブ」がAmazon Payに対応
  - 12月 - 福岡営業所開設
- 2017年（平成29年）
  - 3月 - ショップサーブにビットコイン決済を標準搭載、12,500店舗に提供
  - 7月 - ABテストツール「Ｅストアーコンペア」を提供開始
  - 8月 - 株式会社北洋銀行と業務提携
  - 9月 - メールマーケティング「Ｅストアークエリー」を提供開始
- 2018年（平成30年）
  - 2月 - 横浜信用金庫と業務提携
  - 8月 - 株式会社クロストラストを設立し、連結子会社化
  - 8月 - SSLサーバー証明書の発行事業を開始
- 2019年（平成31年）
  - 2月 - ショップサーブがヤマト運輸株式会社の「ＥＣ自宅外受け取り」に対応
  - 2月 - ショップサーブが日本郵便株式会社の「コンビニ・郵便局窓口受取サービス」に対応
- 2020年（令和2年）
  - 1月 - 株式会社コマースニジュウイチを連結子会社化
  - 3月 - 株式会社ウェブクルーエージェンシー（現 株式会社WCA）を連結子会社化
  - 8月 - 港区虎ノ門に東京本社を移転
  - 11月 - 中期経営計画を発表
- 2021年（令和3年）
  - 5月 - ショップサーブが「3Dセキュア2.0」に対応
  - 7月 - 株式会社アーヴァイン・システムズを連結子会社化
- 2022年（令和4年）
  - 4月 - 東京証券取引所の市場区分の見直しにより、JASDAQスタンダード市場からスタンダード市場に移行
  - 8月 - 株式会社志風音（現 株式会社SHIFFON）を連結子会社化
- 2024年（令和6年）
  - 12月 - 株式会社WCAの全株式を株式会社エイチームへ譲渡[6]。
- 2025年（令和7年）
  - 3月 - 株式会社SHIFFONの全株式を譲渡[7]。
  - 4月 - 日本成長投資アライアンス株式会社傘下の株式会社JG27が株式公開買付けにより議決権所有割合ベースで52.97%の株式を取得[8]。
  - 6月 -東京証券取引所スタンダード市場上場廃止、株式併合により株主が株式会社JG27及び株式会社ユニコムのみとなる。

## 支社
- 札幌支社 〒060-0041 北海道札幌市中央区大通東2-3-1 第36桂和ビル
- 大阪支社 〒542-0081 大阪府大阪市中央区南船場三丁目11-18　郵政福祉心斎橋ビル
- 福岡支社 〒812-0011 福岡県福岡市博多区博多駅前一丁目4-4　東京建物博多ビル

## 役員構成
取締役
- 取締役会長：石村賢一
- 代表取締役 CEO：山村兼司
- 代表取締役：柳田要一
- 取締役：鶴岡裕太
- 取締役：原田健

監査役
- 越後屋真弓
- 歌川文夫
- 松原香織

## 関係会社
連結子会社
- 株式会社コマースニジュウイチ
- 株式会社アーヴァイン・システムズ